# Triphop

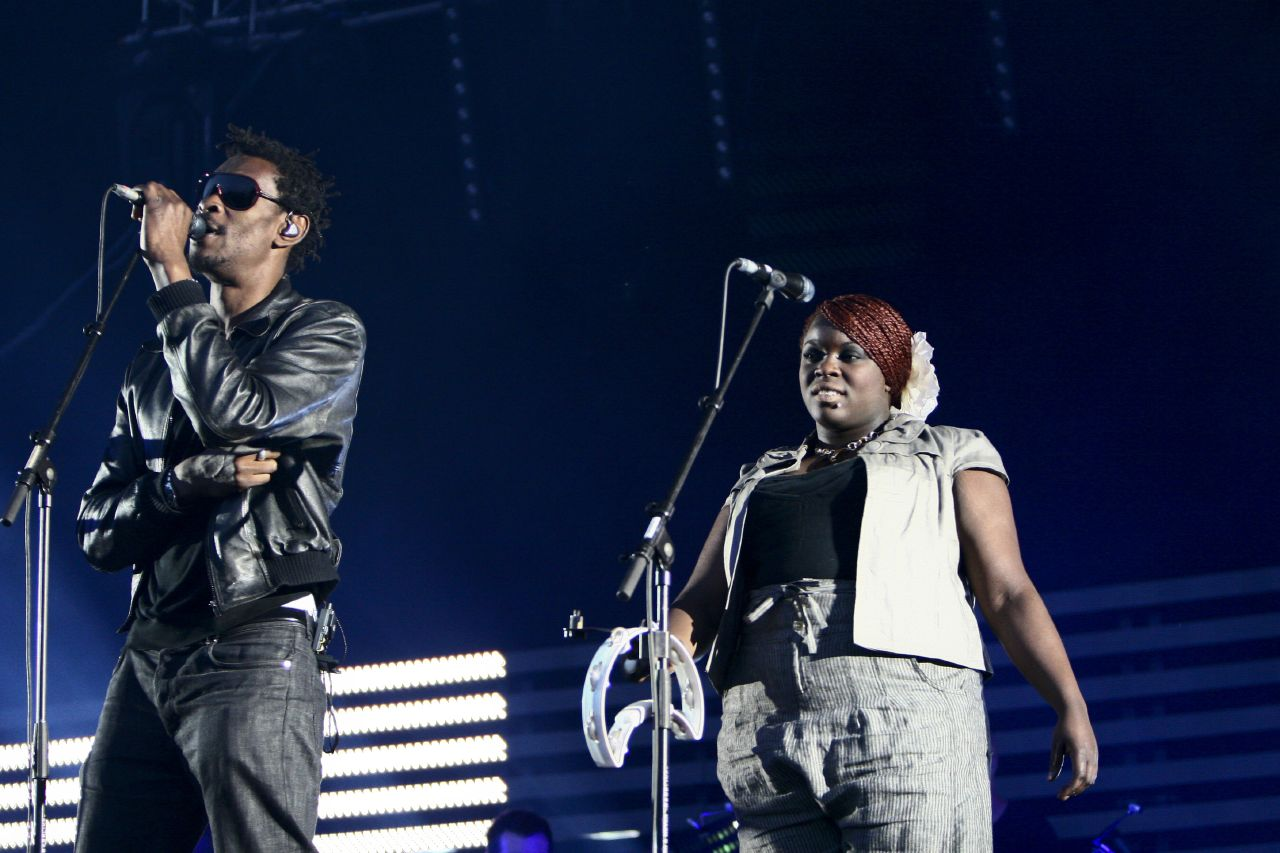
Massive Attack op het Franse muziekfestival Eurockéennes de Belfort, 2008

Triphop of downtempo is een muziekstijl met elementen uit de dance, hiphop, jazz, reggae en rock. In het genre wordt veelvuldig gebruikgemaakt van geluidsfragmenten die zijn ontleend aan film-soundtracks en oude vinylplaten. Gecombineerd met moderne ritmes, vaak in een laag tempo, en elektronische instrumenten levert dit een geluidsbeeld op dat door velen als bedwelmend wordt ervaren. Triphop was vooral in de jaren negentig erg populair.
Overigens hebben de meeste artiesten die onder "triphop" geschaard worden een hekel aan de term. Het genre wordt daarom ook wel "downtempo", "downbeat" of "abstract beats" genoemd. Triphopmuziek wordt ook wel gecategoriseerd onder de verzamelnamen lounge en chill-out.

## Geschiedenis
Triphop is ontstaan in het Verenigd Koninkrijk in de tweede helft van de jaren tachtig. De stad Bristol wordt beschouwd als de bakermat van het genre. Daar experimenteerden Mark Stewart & The Maffia en Tackhead met een fusie van hiphop, reggae, dub en rock. De doorbraak van Coldcut en Bomb The Bass zorgde in de late jaren tachtig voor een golf van creativiteit in het schemergebied tussen hiphop en de sterk in opkomst zijnde housemuziek. Ook van belang was de doorbraak van Neneh Cherry in 1989. Aan haar debuutalbum werkten de producers van Massive Attack en Bomb the Bass. Daarop stond de ballad Manchild, die al gezien kan worden als vroege triphophit. Rond dezelfde tijd brak ook de acid-jazzgroep Soul II Soul door van producer Nellee Hooper, die ook sterke banden met de scene van Bristol had.
De doorbraak van Massive Attack als groep zette het genre nog meer in de schijnwerpers, hoewel er van de naam triphop nog lang geen sprake was. De single Unfinished Sympathy met Shara Nelson groeide uit tot een wereldhit en ook het album Blue Lines viel goed in de smaak bij het publiek. Niet lang daarna volgde ook Bomb the Bass met Winter in July. Een nieuwe impuls kreeg het genre toen eind 1993 Björk met de door Nellee Hooper geproduceerde single Play dead doorbrak. Enkele maanden later maakte Neneh Cherry samen met Youssou N'Dour een wereldhit met het radiovriendelijke triphopnummer 7 seconds. De term "triphop" werd in die tijd bedacht door muziekjournalist en ambient-deejay Mixmaster Morris. Hij gebruikte de benaming voor het eerst in een recensie van DJ Shadows single "In-Flux" in het Britse muziektijdschrift Mixmag in 1994. Het voorvoegsel "trip" verwijst mogelijk naar het trippen onder invloed van, vooral, marihuana. Nellee Hooper werd een populaire producer. Zo produceerde hij het album Bedtime stories van Madonna en was hij ook verantwoordelijk voor de James Bond-titelsong Goldeneye die gezongen werd door Tina Turner.
De populariteit van triphop kreeg een vlucht in het najaar van 1994. Het begint met de doorbraak van Portishead, die de standaard zet voor triphopacts met een zangeres als het middelpunt. Ook Massive Attack wist zijn succes te consolideren met Protection. In het voorjaar van 1995 gooide Björk hoge ogen met het triphopgeoriënteerde Post en brak de meer op rap gerichte Tricky door met Maxinquaye. Daarna volgde een grote golf van nieuwe acts. Uit de UK kwamen ook Moloko, Portishead en The Herbaliser. Uit Canada brak in 1996 DJ Shadow door met Endtroducing, dat een sterke nieuwe impuls gaf. Vanuit Frankrijk kwam een sterke bijdrage met La Funk Mob, DJ Cam en Air. Vooral de laatste groep werd groot door het album Moon Safari (1998) en de bijbehorende hit All I need. Intussen vond het triphopgeluid gretig aftrek bij danceacts uit andere stijlen zoals 808 State, Goldie en Chemical Brothers die er dankbaar gebruik van maakten voor ballads voor op hun eigen albums. De invloeden uit het triphopgeluid werd intussen ook populair onder grotere artiesten. Zo maakte Kylie Minogue het nummer Breathe (1997) en maakte Madonna een wereldhit met Frozen. Artiesten als Tricky en groepen als Portishead en Massive Attack hadden de bakens intussen verzet naar een harder en donkerder geluid. Daarvan werd het album Mezzanine (1998), het succesvolste voorbeeld. Ook het project UNKLE van James Lavelle was succesvol. Hij beheerde tevens Mo' Wax, waarop veel triphop verscheen.
Na 2001 werd de populariteit van triphop minder groot. De meeste artiesten en groepen bleven, zij het soms in veel mindere mate, wel actief. Zo werden albums als 100th Window (Massive Attack) en Third (Portishead) goed ontvangen. Artiesten als Gorillaz en Jem (zangeres) grepen terug naar het geluid. In 2013 wist de band London Grammar het triphopgeluid weer in de aandacht te brengen met de hit Strong.

## Bekende triphopartiesten

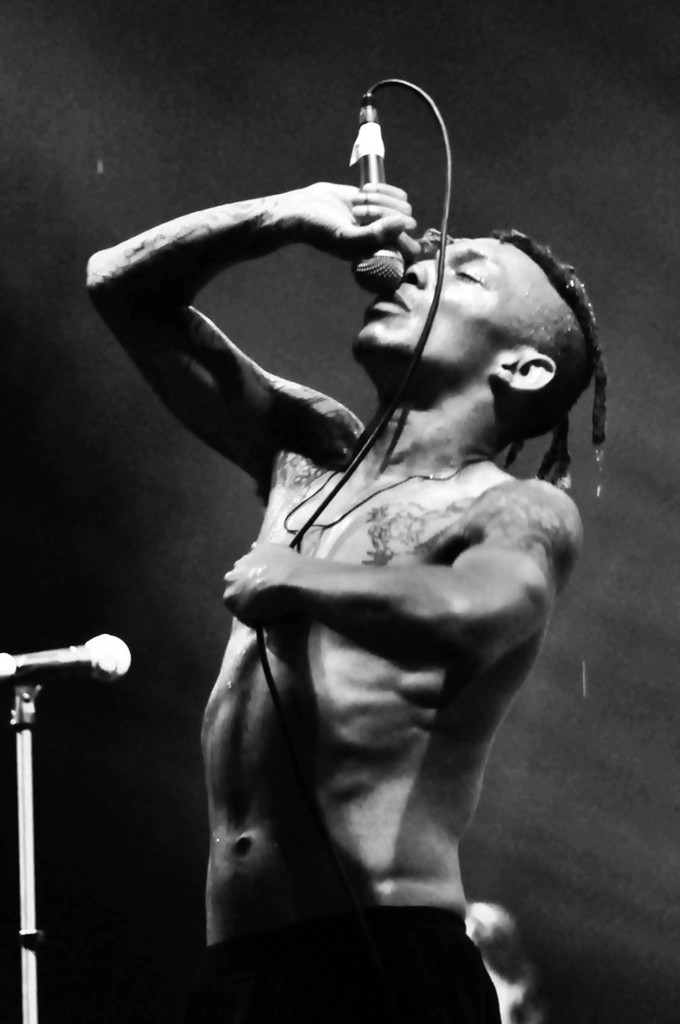
Tricky, 2009

| - Air - The Aloof - Archive - Bent - Björk - Boards of Canada - Bonobo - Neneh Cherry - Coldcut - Everything But The Girl - Fila Brazillia - FKA Twigs - D*Note - DJ Food - The Herbaliser - Hooverphonic - Goldfrapp - Gorillaz - Kruder & Dorfmeister - DJ Krush - Laika - Lamb | - London Grammar - Massive Attack - Moloko - Morcheeba - Mr. Scruff - Nightmares on Wax - Olive - William Orbit - Andrea Parker - Portishead - Röyksopp - DJ Shadow - Smith & Mighty - Smoke City - Solar Twins - Sneaker Pimps - Thievery Corporation - Tricky - U.N.K.L.E. - Zero 7 |

## Bekende triphopnummers
- Bomb the Bass ft. Maureen - Say a Little Prayer (1988)
- Neneh Cherry - Manchild (1989)
- Depth Charge - Goal (1990)
- Massive Attack - Unfinished Sympathy (1991)
- Massive Attack - Safe from Harm (1991)
- Bomb the Bass - Winter in July (1991)
- Björk - Play Dead (1993)
- DJ Shadow - In/Flux (1996)
- Neneh Cherry ft. Youssou N'Dour - 7 Seconds (1994)
- Massive Attack - Protection (1994)
- Madonna - Bedtime Stories (1994)
- Melaaz - Non non non (1994)
- Massive Attack ft. Tricky - Karmacoma (1995)
- Portishead - Glory Box (1995)
- Leftfield ft. Toni Halliday - Original (1995)
- Tricky - Black Steel (1995)
- Portishead - Sour Times (1995)
- Tina Turner - Goldeneye (1995)
- DJ Shadow - Midnight in a Perfect World (1996)
- Neneh Cherry - Woman (1996)
- Crustation - Down Down (1997)
- The Blue Boy - Remember Me (1997)
- Kylie Minogue - Breathe (1997)
- Olive - You're Not Alone (1997)
- Air - All I Need (1998)
- Madonna - Frozen (1998)
- Massive Attack - Teardrop (1998)
- UNKLE - Rabbit in Your Headlights (1998)
- Madonna - Power of Goodbye (1998)
- Hooverphonic - Mad about You (2000)
- Moby - Porcelain (2000)
- All Saints - Black Coffee (2000)
- Morcheeba - Rome Wasn't Built in a Day (2000)
- Zero 7 - Destiny (2001)
- Gorillaz - Clint Eastwood (2001)
- Morcheeba - Wonders Never Cease (2005)
- Jem - They (2005)
- London Grammar - Strong (2013)
- Boards of Canada - Roygbiv (1998)

## Verwante muziekstijlen
- chill-out
- lounge
- acid jazz
- dub
- nu jazz
- ambient
- Intelligent dance music (IDM)
- instrumentale hiphop
- illbient
- breakbeat
- drum-'n-bass